# Zágráb-Franjo Tuđman repülőtér
A Franjo Tuđman repülőtér (IATA: ZAG, ICAO: LDZA) (horvátul Zračna luka „Franjo Tuđman”) Horvátország legforgalmasabb nemzetközi repülőtere.

## Fekvése
A városközponttól 10 km-re, Zágráb Pleso nevű elővárosában található.

## Története
Az első repülőtér Zágrábban 1909-ben épült, a Črnomerec nevű nyugati városrészben, amely később átköltözött Lučko közelébe. Ez a repülőtér 1959-ben 167 000 utast szolgált ki. A ma is látható repülőteret 1962-ben adták át. Akkor egy 2500 méter hosszú kifutópályával, és egy 1000 m² -es terminállal rendelkezett. 1966-ban egy új 5600 m²-es terminállal bővült, majd 1974-ben meghosszabbították a kifutópályát a jelenlegi 3250 m hosszúságúra. Kiépítették a műszeres leszállító rendszert (ILS), 2007-ben elkészült a VIP-terminál, és azóta is folynak a fejlesztések.

## Légitársaságok és úticélok
2023-ban a Zágráb-Franjo Tuđman repülőtérről az alábbi járatok indulnak:

### Személy
| Légitársaság      | Célállomások |
| ----------------- | --- |
| Aegean Airlines   | Athén |
| Air France        | Párizs-Charles de Gaulle repülőtér |
| Air Serbia        | Belgrád |
| Air Transat       | Szezonális: Toronto–Pearson |
| Austrian Airlines | Bécs |
| British Airways   | London–Heathrow |
| Croatia Airlines  | Amszterdam, Brüsszel, Koppenhága, Dubrovnik, Frankfurt, London–Heathrow, Mostar, München, Párizs-Charles de Gaulle repülőtér, Póla, Róma–Fiumicino, Szarajevó, Szkopje, Split, Bécs, Zára, Zurich Szezonális: Athens, Barcelona, Brač, Tel Aviv                                                                                             |
| Eurowings         | Köln/Bonn, Düsseldorf, Stuttgart |
| Finnair           | Szezonális: Helsinki |
| flydubai          | Dubai–International |
| Iberia            | Szezonális: Madrid |
| KLM               | Amszterdam |
| LOT               | Varsó–Chopin |
| Lufthansa         | Frankfurt, München |
| Norwegian         | Szezonális: Koppenhága |
| Qatar Airways     | Doha |
| Ryanair           | Bázel/Mulhouse, Párizs-Beauvais, Bergamo, Charleroi, Dublin, Eindhoven, Göteborg, Hahn, Karlsruhe/Baden-Baden, London–Stansted, Málaga, Málta, Memmingen, Nápoly, Páfosz, Róma–Fiumicino, Sandefjord, Weeze Szezonális: Brindisi, Corfu, Kosz, Lanzarote (kezdődik 2023 november 4-től), Malmö, Manchester, Thessaloniki, Podgorica, Szófia |
| Sun d'Or          | Szezonális: Tel Aviv |
| Trade Air         | Eszék |
| Turkish Airlines  | Isztambul |
| Vueling           | Szezonális: Barcelona |

### Cargo
| Légitársaság | Célállomások                                 |
| ------------ | -------------------------------------------- |
| DHL Aviation | Leipzig/Halle                                |
| MNG Airlines | Istanbul, Párizs-Charles de Gaulle repülőtér |

## Forgalom
Az utasforgalom az elmúlt években az alábbi módon változott:
| Utasok száma | 1 149 830 | 1 203 436 | 1 551 519 | 1 992 455 | 2 071 561 | 2 342 309 | 2 587 798 | 3 092 047 | 924 823 | 3 124 605 |
|              | 2000      | 2002      | 2005      | 2007      | 2010      | 2012      | 2015      | 2017      | 2020    | 2022      |

## Balesetek, események
- 1966. november 5-én innen indult Marseille-be az Air Mali ˙(Il 14M,   TZ-ABH) repülőgépe, amely a francia Alpok-ban lezuhant.[18]